# Залогин, Геннадий Борисович
Геннадий Борисович Зало́гин (2 апреля 1953 — 26 августа 2009) — советский и российский актёр театра и кино, театральный деятель, заслуженный артист Республики Карелия (1992), заслуженный артист Российской Федерации (2004).

## Биография
В 1978 году в возрасте 25 лет Геннадий Залогин окончил актёрский факультет ГИТИСа, курс профессора В. П. Остальского. Сразу после окончания института переехал в Петрозаводск, где поступил актёром в Русский драматический театр.
С 1988 года — актёр, один из основателей Петрозаводского театра «Творческая Мастерская», в 1999—2005 годах — «играющий директор» театра. В 1988—1999 годах — директор Дома актёра Союза театральных деятелей Карелии.
В 2006—2009 годах — заместитель директора московского театра Et cetera.
Умер после тяжёлой болезни. Похоронен на Востряковском кладбище в Москве.

## Творчество
За годы творческой деятельности актёром создано около 80 ролей, среди которых:
Роли в театре
- Аметистов («Зойкина квартира» — Булгаков М. А.)
- Ваня Французов («Дом, наполовину мой» — Соколова А. Н.)
- Долин («Лучше никогда, чем поздно» — Соловьёв А.)
- Клинков («Подходцев и двое других» — Аверченко А.)
- Кулыгин («Три сестры» — Чехов А. П.)
- Махоньков («Авантюристка» — Брагинский Э. В.)
- Яичница («Женитьба» — Гоголь Н. В.)
- Гаев («Вишнёвый сад»)
- Вафля («Дядя Ваня»)
- Шмага («Без вины виноватые»)
- Хозяин («Очень простая история»)

Фильмография
Телесериалы «Попытка к бегству», «Расписание судеб», «Ментовские войны-2», «Агент национальной безопасности-5», «Бандитский Петербург-6», «Бандитский Петербург-4»,